# 国民議会 (ソロモン諸島)
国民議会（こくみんぎかい、英語: National Parliament of Solomon Islands）は、ソロモン諸島の立法府である。

## 概要
一院制、定数50、任期4年。
小選挙区制で選出される。